# 卡克钦格
卡克钦格（Kakching），是印度曼尼普尔邦Thoubal县的一个城镇。总人口28746（2001年）。

## 人口
该地2001年总人口28746人，其中男性14168人，女性14578人；0—6岁人口3917人，其中男1966人，女1951人；识字率65.50%，其中男性为73.53%，女性为57.70%。